# Arno Gego
Arno Gego (* 20. Februar 1938 in Aachen; † 9. April 2022) war ein deutscher Maschinenbauingenieur und emeritierter Hochschullehrer. Nebenberuflich war er Pferdesportfunktionär und international anerkannter Parcoursbauer.

## Leben und Wirken

### Akademische Laufbahn
Nach seiner Schulzeit studierte Gego Maschinenbau an der RWTH Aachen. Anschließend wurde er ab 1963 zunächst als technischer Leiter, später als Oberingenieur bei der Landmaschinenfabrik H. Fähse & Co KG in Düren übernommen. Am 9. Februar 1968 promovierte er zum Dr.-Ing. an der RWTH Aachen mit der Dissertation Ein Beitrag zum Problem der gesteuerten maschinellen Vereinzelung von Zuckerrüben. Ab Juli 1969 wechselte er in leitender Position zu Klöckner-Humboldt-Deutz (KHD), wo sein Einsatzgebiet die Landtechnik war.
Im Jahr 1974 folgte Gego einem Ruf an die RWTH Aachen, wo er bis zu seiner Emeritierung im Jahr 2002 als Direktor der Fachgruppe Agrartechnik am Institut für Kraftfahrzeuge der Fakultät für Maschinenwesen tätig war und einen Lehrstuhl für Lehr- und Kraftfahrzeuge und Agrartechnik innehatte.
Darüber hinaus war Gego in verschiedenen Fachverbänden und Institutionen aktiv und übernahm unter anderem zunächst 1987 die Geschäftsführung der von Daimler-Benz und von KHD gegründeten Trac-Technik Entwicklungsgesellschaft mbH in Köln. Im Jahr 1991 übernahm er die Geschäftsleitung der Aix-Consult-Technology Transfer Consulting GmbH, die im Jahr 2016 nach einem Insolvenzverfahren aufgelöst wurde.
Außerdem war Gego Mitglied der Max-Eyth-Gesellschaft für Agrartechnik im Verein Deutscher Ingenieure (VDI), die er von 1986 bis 1994 als Vorsitzender leitete. Des Weiteren engagierte er sich ehrenamtlich sowohl für die Ernährungs- und Landwirtschaftsorganisation der Vereinten Nationen (FAO) als auch im Club of Bologna, einem Zusammenschluss weltweit führender Experten auf dem Gebiet der Agrartechnik und -mechanisierung.
Schließlich rief er 2006 den Academic Student Promotion Award ins Leben, der dazu dient, herausragende Bachelor-, Master- und Doktorarbeiten, die einen pferdebezogenen Themenschwerpunkt aufweisen, mit einem Preisgeld von 3.000 € auszuzeichnen.

### Aktivitäten im Pferdesport
Gego war seit frühester Kindheit dem Pferdesport verbunden und nahm im Springreiten bis zur Klasse S teil. Sein Hauptinteresse lag jedoch im Parcoursbau und er volontierte daher unter anderem bei den renommierten Parcoursbauern Hans-Heinrich Brinckmann (1911–1991) und Bertalan de Némethy (1911–2002). Im Jahr 1973 wurde Gego erstmals international verpflichtet und war 1984 Technischer Delegierter bei den Olympischen Spielen in Los Angeles. Unter anderem entwarf er 1986 den Hindernisaufbau für die Weltmeisterschaft der Springreiter in Aachen und baute 1989 den Parcours für das Finale des FEI-Weltcups Springreiten in Tampa/Florida. In seinem Heimatverein, dem Aachen-Laurensberger Rennverein (ALRV), war er zudem 22 Jahre lang für den Parcoursaufbau im Rahmen des jährlichen CHIO Aachen verantwortlich und saß dort viele Jahre im Vorstand. In Deutschland gehörte Gego neben Olaf Petersen und dessen Sohn Olaf Jun, Frank Rothenberger, Werner Deeg und Christian Wiegand zum kleinen Kreis jener Parcoursbauer, die den Kurs und die Gestaltung bei Olympischen Spielen und Championaten – Level 4 – vorgeben dürfen.
Darüber hinaus übernahm Gego Aufträge zur Planung und Gestaltung ganzer Sportparks und Reiteranlagen, so unter anderem in Monterrey/Mexiko, Istanbul, Luxemburg, Bagnaia, Valkenswaard oder in Rjazan südlich von Moskau. Zuletzt konnte Gego 2015 die Fertigstellung der Hippo Arena Šamorín in der Slowakei feiern, wo er für die Planung eines groß angelegten Sportzentrums unmittelbar an der Donau mitverantwortlich war. Dieses Sportzentrum umfasste insgesamt 90 Hektar, davon 38 ha für drei Rasen- und zwei Sandplätze sowie eine Allwettergalopprennbahn (1.650 m) und 600 feste Pferdeboxen sowie zwei Mehrzweckhallen für den Reitsport.
Mit seinem Fachwissen engagierte sich Gego bis zuletzt in zahlreichen Gremien des Pferdesports, darunter im Fachbeirat Parcoursbau der Deutschen Richtervereinigung für Pferdeleistungsprüfung, im International Course Designers Council sowie in der Fédération Équestre Internationale (FEI). Diese strich ihn jedoch 2012 aus der Liste der Parcoursbauer, nachdem er in den Jahren zuvor gemäß den dortigen Statuten nicht ausreichend Parcours bei von der FEI genehmigten Turnieren gestaltet hatte, was jedoch 2016 revidiert wurde.
Um internationalen Parcoursbauern eine Fortbildungsmöglichkeit anzubieten, gründete er zusammen mit Leopoldo Palacios und Olaf Petersen im Jahr 2004 die Aachen School of Course Design und übernahm deren Geschäftsführung. Zudem lud er 2013 zum Ersten Equestrian Global Forum nach Aachen ein, im Verlauf dessen Ideen, Visionen und Lösungsvorschläge mit Funktionsträgern und Aktiven diskutiert wurden und das in der Folge regelmäßig wiederholt werden soll. Passend dazu verfasste er zusammen mit Hauke Schmidt, Olaf Petersen bzw. oder seiner Gattin Christa Heilbach-Gego, einer ebenfalls langjährigen erfolgreichen Parcoursbauerin mehrere international erschienene Publikationen zum Thema Parcoursbau und -gestaltung.

## Ehrungen
Für seine zahlreichen Verdienste um den Pferdesport und im Besonderen um den Parcoursbau wurde Gego mehrfach ausgezeichnet. So erhielt er unter anderem im Jahr 2008 das Deutsche Reiterkreuz in Gold der Deutschen Reiterlichen Vereinigung sowie den Goldenen Ring des ALRV.
Im Jahr 2013 wurde er zudem für sein Lebenswerk mit dem Swarowski-Award der Performance Sales International (P.S.I.) ausgezeichnet.
Darüber hinaus war Gego Ehrenmitglied der Deutschen Richtervereinigung für Pferdeleistungsprüfung.

## Schriften (Auswahl)
- Hindernisse und Hindernisteile, mit Hauke Schmidt, FN-Verl. d. Dt. Reiterl. Vereinigung, Warendorf 1977, ISBN 978-3-88542-004-0
- Parcours-Gestaltung : Beiträge zu Entwurf, Aufbau u. Gestaltung von Springbahnen ; Stichworte, Skizzen, Beispiele, mit Hauke Schmidt, FN-Verl. d. Dt. Reiterl. Vereinigung, Warendorf 1982, ISBN 978-3-88542-013-2
- Hindernisse = Obstacles : for jumping competitions ; theory, systematics, art, design and presentation, mit Christa Heilbach und Olaf Petersen, Shaker Media, Herzogenrath 2009, ISBN 978-3-86858-490-5
- Considerations about concours design : for outdoor jumping competitions ; philosophy, design, strategy, structure, organisation an direction of equestrian tournaments, mit Christa Heilbach, Shaker Media, Herzogenrath 2011, ISBN 978-3-86858-650-3
- Course design : historical roots, theory, practice, aesthetics, ethics and state of the art, mit Christa Heilbach, Aachen 2014, ISBN 978-3-95886-012-4